# Dutch International 2007
Die Dutch International 2007 im Badminton fanden vom 12. bis zum 15. April 2007 in Wateringen statt. Es war die 8. Austragung der Titelkämpfe.

## Sieger und Platzierte
| Disziplin    | Gold                                     | Silber                        | Bronze                                   |
| ------------ | ---------------------------------------- | ----------------------------- | ---------------------------------------- |
| Herreneinzel | Wu Yunyong                               | Rajiv Ouseph                  | Nicholas Kidd                            |
| Herreneinzel | Wu Yunyong                               | Rajiv Ouseph                  | Michael Christensen                      |
| Dameneinzel  | Kati Tolmoff                             | Larisa Griga                  | Weny Rahmawati                           |
| Dameneinzel  | Kati Tolmoff                             | Larisa Griga                  | Kristína Ludíková                        |
| Herrendoppel | Kristian Roebuck Andrew Bowman           | Robert Adcock Robin Middleton | Frédéric Mawet Wouter Claes              |
| Herrendoppel | Kristian Roebuck Andrew Bowman           | Robert Adcock Robin Middleton | Johannes Schöttler Tim Dettmann          |
| Damendoppel  | Paulien van Dooremalen Rachel van Cutsen | Elodie Eymard Weny Rahmawati  | Paulien van Dooremalen Rachel van Cutsen |
| Damendoppel  | Paulien van Dooremalen Rachel van Cutsen | Elodie Eymard Weny Rahmawati  | Emma Mason Imogen Bankier                |
| Mixed        | Robin Middleton Liza Parker              | Kristian Roebuck Natalie Munt |                                          |
| Mixed        | Robin Middleton Liza Parker              | Kristian Roebuck Natalie Munt |                                          |

## Finalergebnisse
| Disziplin    | Sieger                                   | Finalist                      | Ergebnis            |
| ------------ | ---------------------------------------- | ----------------------------- | ------------------- |
| Herreneinzel | Wu Yunyong                               | Rajiv Ouseph                  | 21-16, 21-16        |
| Dameneinzel  | Kati Tolmoff                             | Larisa Griga                  | 12-21, 21-15, 22-20 |
| Herrendoppel | Kristian Roebuck Andrew Bowman           | Robert Adcock Robin Middleton | 21-11, 21-9         |
| Damendoppel  | Paulien van Dooremalen Rachel van Cutsen | Elodie Eymard Weny Rahmawati  | 21-11, 21-8         |
| Mixed        | Robin Middleton Liza Parker              | Kristian Roebuck Natalie Munt | 17-21, 21-12, 21-15 |